# Fabrizio Caracciolo, duca di Girifalco
Fabrizio Caracciolo, II duca di Girifalco (Girifalco, 24 settembre 1607 – 22 novembre 1683), è stato un nobile, militare, magistrato e prefetto italiano.

## Biografia
Nacque nel feudo di Girifalco, terzo figlio di Annibale Caracciolo barone di Girifalco, signore di Oppido Mamertina e Ripacandida (discendente di Sergianni Caracciolo) e Virginia (o Vittoria) Ravaschieri duchessa di Girifalco (titolo concesso da re Filippo IV nel 1624). Il suo stemma Ducale, infatti, era l'unione degli scudi dei Caracciolo Pisquizi (di Oppido) e dei Ravaschieri di Girifalco. Divenne secondo duca di Girifalco nel 1634 succedendo alla madre, ereditando il piccolo Ducato dove fondò nel 1635 il convento dei padri minori riformati (struttura che nel XIX secolo divenne un ospedale psichiatrico) i quali nel 1669 gli fecero scolpire una statua, attualmente posta presso l'ex palazzo Ducale sempre a Girifalco, in suo onore da Bartolomeo Mori autore del restauro della statua del dio Nilo in Napoli. Nel 1628 sposò Felicia Maria (Felicilla o Cilla) Ravaschieri marchesa di Soreto, unione che fu favorita fortemente da loro zio Orazio Giovan Battista Ravaschieri principe di Belmonte, il quale voleva allacciare dei legami tra la famiglia Ravaschieri e l’antica aristocrazia napoletana, con la casata Caracciolo. Il poeta e scrittore Marcello Giovanetti le dedicò un poema pastorale nel 1626, ''La Cilla, favola pastorale'', stampata e pubblicata nel 1636 dal tipografo Giovan Battista Russo a Monteleone. Da quell'unione nacque Maria Virginia (1630-1666) la quale nel 1652 si unì in matrimonio a Francesco Maria Caracciolo (1632-1696) duca di Orta e marchese di Gioiosa.
La sua fedeltà alla corona del viceregno di Napoli, dimostrata anche nella rivolta del 1647-1648, gli valse la nomina a reggente della Gran Corte della Vicaria dal 12 luglio 1653 al 22 gennaio 1665, riconoscimento quasi sempre consentito soltanto a spagnoli e in seguito fu consigliere del Sacro Regio Consiglio.
Nel 1665 fu incaricato di soprintendere i funerali del re Filippo IV, essendo nel suo consiglio di stato. Nel 1667 è stato strategoto (governatore) di Messina e dopo il 1670 fu comandante del presidio militare di Pizzofalcone succedendo a Daniele Ravaschieri, principe di Belmonte. Era l'uomo di fiducia del viceré di Napoli Pedro Antonio d'Aragona e fece parte del suo seguito, nel 1671, durante un viaggio diplomatico a Roma da papa Clemente X che aveva conosciuto personalmente quando quest'ultimo fu nunzio apostolico a Napoli. Nel 1680 il viceré Ferdinando Fajardo di Toledo lo nominò Grassiere, la più alta carica di magistratura (di nomina regia), prefetto della pubblica annona.
Cronologia dei duchi di Girifalco
Il titolo di Duca di Girifalco fu creato da Filippo IV di Spagna nel 1624, in favore dell'allora baronessa di Girifalco Virginia Ravaschieri Fieschi dei conti di Lavagna.
Elenco dei duchi di Girifalco, per diritto, dal 1624 al 1812:
- Virginia Ravaschieri, dal 1624 al 1634;
- Fabrizio Caracciolo, dal 1634 al 1683;
- Nicola Maria Caracciolo, dal 1683 al 1736;
- Gennaro Maria Caracciolo, dal 1736 al 1766;
- Margherita Caracciolo, dal 1766 al 1802;
- Anna Maria Piccolomini d'Aragona, dal 1802 al 1812.

## Ascendenza
|                              |                             |                            | Genitori                     |  |  | Nonni                     |  |  | Bisnonni                     |  |
|                              |                             |                            |                              |  |  | Fabio Caracciolo Pisquizi |  |  | Giovanni Caracciolo Pisquizi |  |
|                              |                             |                            |                              |  |  | Fabio Caracciolo Pisquizi |  |  | Giovanni Caracciolo Pisquizi |  |
|                              |                             | Beatrice di Sangro         |                              |  |  | Fabio Caracciolo Pisquizi |  |  |                              |  |
| Annibale Caracciolo Pisquizi |                             |                            |                              |  |  | Fabio Caracciolo Pisquizi |  |  |                              |  |
|                              |                             | Giulia Caracciolo Pisquizi | Annibale Caracciolo Pisquizi |  |  |                           |  |  |                              |  |
|                              |                             | Giulia Caracciolo Pisquizi | Annibale Caracciolo Pisquizi |  |  |                           |  |  |                              |  |
|                              |                             | Giulia Caracciolo Pisquizi | Morgana di Sangro            |  |  |                           |  |  |                              |  |
| Fabrizio Caracciolo Pisquizi |                             | Giulia Caracciolo Pisquizi |                              |  |  |                           |  |  |                              |  |
|                              | Giovan Battista Ravaschieri | Germano Ravaschieri        |                              |  |  |                           |  |  |                              |  |
|                              | Giovan Battista Ravaschieri | Germano Ravaschieri        |                              |  |  |                           |  |  |                              |  |
|                              | Giovan Battista Ravaschieri | Antonia Scorza             |                              |  |  |                           |  |  |                              |  |
| Virginia Ravaschieri         | Giovan Battista Ravaschieri |                            |                              |  |  |                           |  |  |                              |  |
|                              |                             | Maria Ravaschieri          | Torrino Ravaschieri          |  |  |                           |  |  |                              |  |
|                              |                             | Maria Ravaschieri          | Torrino Ravaschieri          |  |  |                           |  |  |                              |  |
|                              |                             | Maria Ravaschieri          | Vittoria Spinola             |  |  |                           |  |  |                              |  |
|                              |                             | Maria Ravaschieri          |                              |  |  |                           |  |  |                              |  |

## Discendenza
Fabrizio Caracciolo sposò nel 1628 Felicia Maria (Felicilla o Cilla) Ravaschieri (?-1697) figlia dello zio Germano (fratello di sua madre Virginia), che gli diede una figlia:

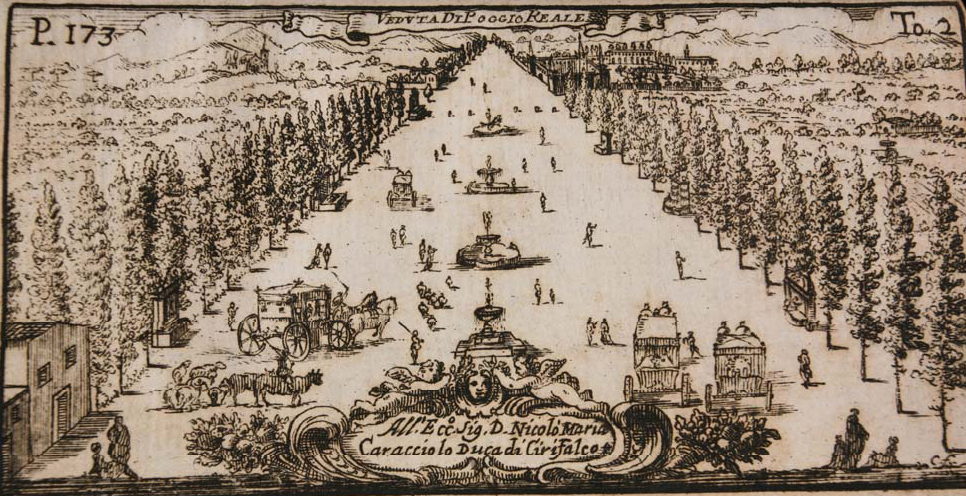
Incisione del 1718 del Parrino dedicata al terzo duca di Girifalco Nicola Maria Caracciolo e raffigurante il viale che portava alla villa nobile di Poggioreale.

- Maria Virginia, Celia o Cilla (1630-1666), andata in sposa nel 1652 a Francesco Maria Caracciolo (1632-1696) dei marchesi di Gioiosa con il quale ebbe sette figli:
  - Nicola Maria Caracciolo (1653-1736), Grande di Spagna di prima classe, patrizio napoletano, III duca di Girifalco. Successore di suo nonno Fabrizio alla guida del Ducato di Girifalco, fece costruire il palazzo Caracciolo di Girifalco a Napoli e fu fautore della fondazione della prima loggia massonica del Regno di Napoli, denominata ''Fidelitas in Saeculis'' nata proprio a Girifalco nel 1723.[21][22][23];
  - Girolamo (1654-1733), duca di Soreto;
  - Felicia Maria (1656-1710);
  - Giulia (1664-?), monaca con il nome “suor Maria Cecilia” nel monastero della SS. Trinità di Napoli;
  - Tommaso detto “Marquis de Caraccioly” (1665-1755), patrizio napoletano, cavaliere dell’Ordine di Malta dal 1674, maresciallo di campo spagnolo nel 1707, luogotenente generale francese nel 1718;
  - Gennaro Antonio (1666-?), patrizio napoletano, gesuita;
  - Ignazio (1666-1730), patrizio napoletano, abate.